# Livers-Cazelles
Livers-Cazelles is een gemeente in het Franse departement Tarn (regio Occitanie) en telt 241 inwoners (2005). De plaats maakt deel uit van het arrondissement Albi.

## Geografie
De oppervlakte van Livers-Cazelles bedraagt 12,8 km², de bevolkingsdichtheid is 18,8 inwoners per km².
De onderstaande kaart toont de ligging van Livers-Cazelles met de belangrijkste infrastructuur en aangrenzende gemeenten.

## Demografie
Onderstaande figuur toont het verloop van het inwonertal (bron: INSEE-tellingen).
1. ↑  Populations de référence 2022.